# 傑日一世 (波美拉尼亞)
傑日一世（波蘭語：Jerzy I pomorski，1493年4月11日—1531年5月10日），波美拉尼亞公爵，1523年至1531年在位。

## 家庭
1513年，傑日一世與普法爾茨選侯路德維希五世的妹妹阿瑪莉埃結婚，兩人共有1子1女：
1. 腓力一世（1515年—1560年）
2. 瑪格扎塔（波兰语：Małgorzata pomorska (1518–1569)）（1518年—1569年）